# Deutsch-uruguayische Beziehungen
Die deutsch-uruguayischen Beziehungen werden vom Auswärtigen Amt als „gut“ bezeichnet. Deutschland ist der wichtigste Handelspartner Uruguays innerhalb der Europäischen Union.

## Geschichte
Der Beginn der diplomatischen Beziehungen zwischen beiden Ländern geht auf das 19. Jahrhundert zurück, als Preußen diplomatische Beziehungen zu Uruguay etablierte. Während des Ersten Weltkriegs stellte sich Uruguay auf die Seite der Entente cordiale und brach die diplomatischen Beziehungen zum Deutschen Kaiserreich ab.
Am 13. Dezember 1939 fand vor der Küste Uruguays die Schlacht am Rio de la Plata statt, bei der die britischen Streitkräfte die deutsche Graf Spee versenkten. Es kam zu diplomatischen Spannungen mit Alberto Guani als uruguayischem Außenminister, der eine 72-stündige Frist für den Verbleib des Schiffs im Hafen von Montevideo festlegte. Die meisten der 1.150 überlebenden Besatzungsmitglieder der Graf Spee wurden in Uruguay und Argentinien interniert, und viele blieben auch nach dem Krieg.
1940 drohte Deutschland mit dem Abbruch der diplomatischen Beziehungen zu Uruguay. NS-Deutschland protestierte dagegen, dass Uruguay der Carnarvon Castle einen sicheren Hafen gewährte, nachdem sie von einem deutschen Schlachtschiffen angegriffen worden war. Das Schiff wurde mit Stahlplatten repariert, die angeblich von der Graf Spee geborgen worden waren. Am 25. Januar 1942 brach Uruguay die diplomatischen Beziehungen zu Nazideutschland ab.
Nach dem Zweiten Weltkrieg nahm Uruguay diplomatische Beziehungen sowohl mit der Bundesrepublik Deutschland (1952) als auch später mit der Deutschen Demokratischen Republik (1972) auf.
Im Oktober 2011 stattete der uruguayische Präsident José Mujica Deutschland einen offiziellen Besuch ab. Am 6. April 2016 traf der ehemalige Außenminister Frank-Walter Steinmeier seinen uruguayischen Amtskollegen Rodolfo Nin Novoa zu einem Gespräch im Auswärtigen Amt.

## Wirtschaftlicher Austausch
Das Gesamtvolumen des Handels zwischen beiden Ländern belief sich im Jahr 2021 auf 664 Millionen Euro, womit Uruguay den 91. Platz in der Rangliste der deutschen Handelspartner belegte. Deutschland ist der wichtigste Handelspartner von Uruguay in der Europäischen Union und der sechst-wichtigste insgesamt. Deutschland importiert aus Uruguay vor allem Zellulose, Rindfleisch, Wolle und Stoffe und exportiert im Gegenzug chemische und industrielle Erzeugnisse. Seit dem Jahre 1990 besteht ein Investitionsabkommen zwischen beiden Ländern und Deutschland ist ein wichtiger Partner für Uruguay beim Ausbau erneuerbarer Energien. Partnerschaften bestehen auch im Bereich der dualen Ausbildung und der Forstwirtschaft.

## Kultur
In Uruguay gibt es ein Goethe-Institut. Die Deutsche Schule Montevideo ist eine deutsche binationale Schule, die 1857 eröffnet wurde. Sie war die erste deutsche Schule, die in Südamerika eröffnet wurde. Es gibt eine gemeinsame uruguayisch-deutsche Hochschulzugangsprüfung, die zum Studium in beiden Ländern qualifiziert. Eine weitere deutschsprachige Schule wird von den Mennoniten betrieben. Am 8. Mai 1989 wurde ein Abkommen über kulturelle Zusammenarbeit unterzeichnet. Der Deutsche Akademische Austauschdienst, die Friedrich-Ebert-Stiftung und die Konrad-Adenauer-Stiftung sind im Land aktiv.

## Migration
Seit den 1850er Jahren haben deutsche Einwanderer einen wichtigen Beitrag zur Entwicklung Uruguays geleistet. Uruguay bot deutschen Juden und Oppositionellen ab 1935 Asyl an. Nach dem Zweiten Weltkrieg wanderten ab 1948 mennonitische Gemeinden aus Deutschland nach Uruguay aus. Knapp 40.000 Uruguayer sind deutscher Abstammung.

## Diplomatische Standorte
- Deutschland hat eine Botschaft in Montevideo.[15]
- Uruguay hat eine Botschaft in Berlin.[16]

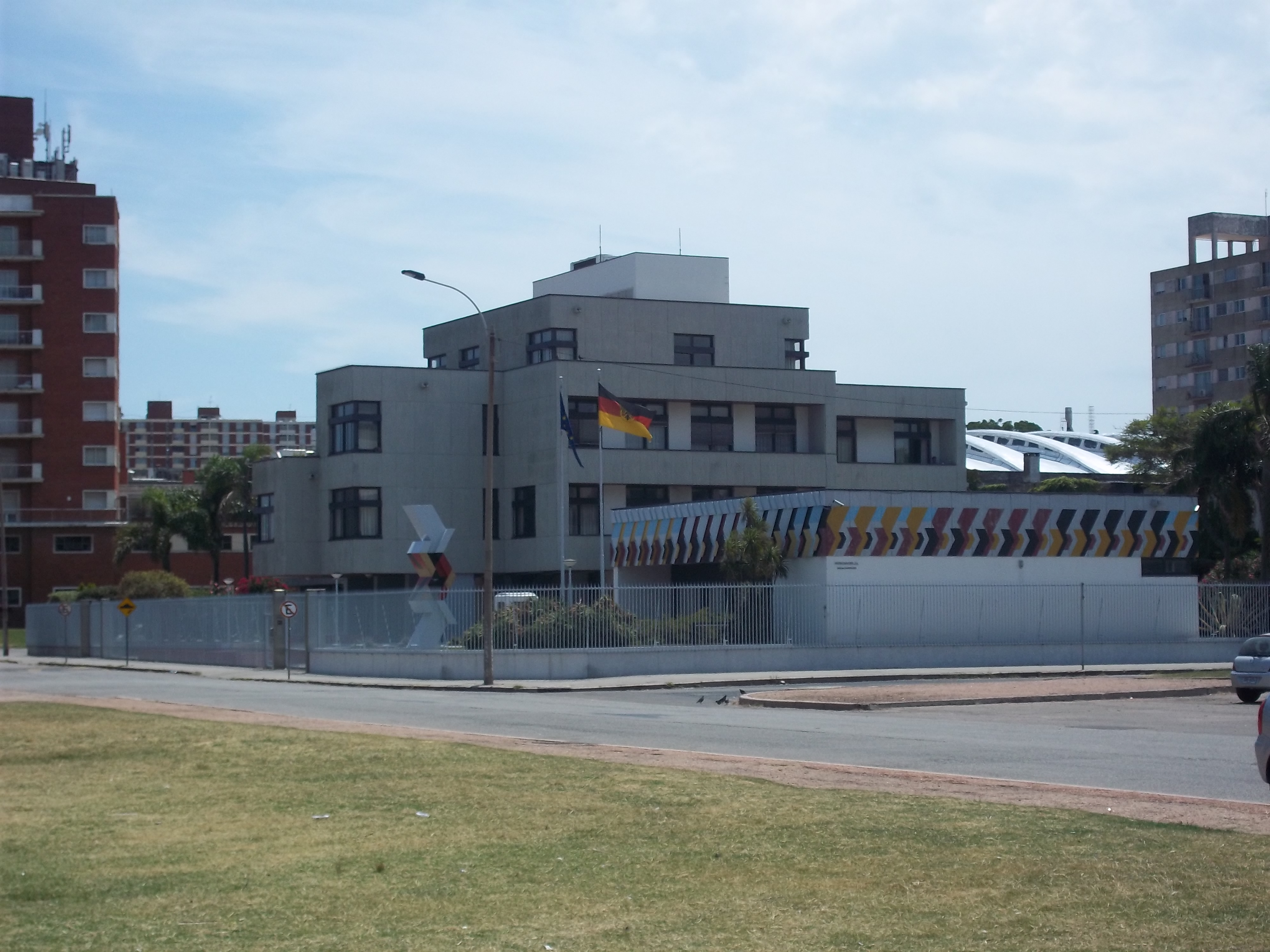
Deutsche Botschaft in Montevideo
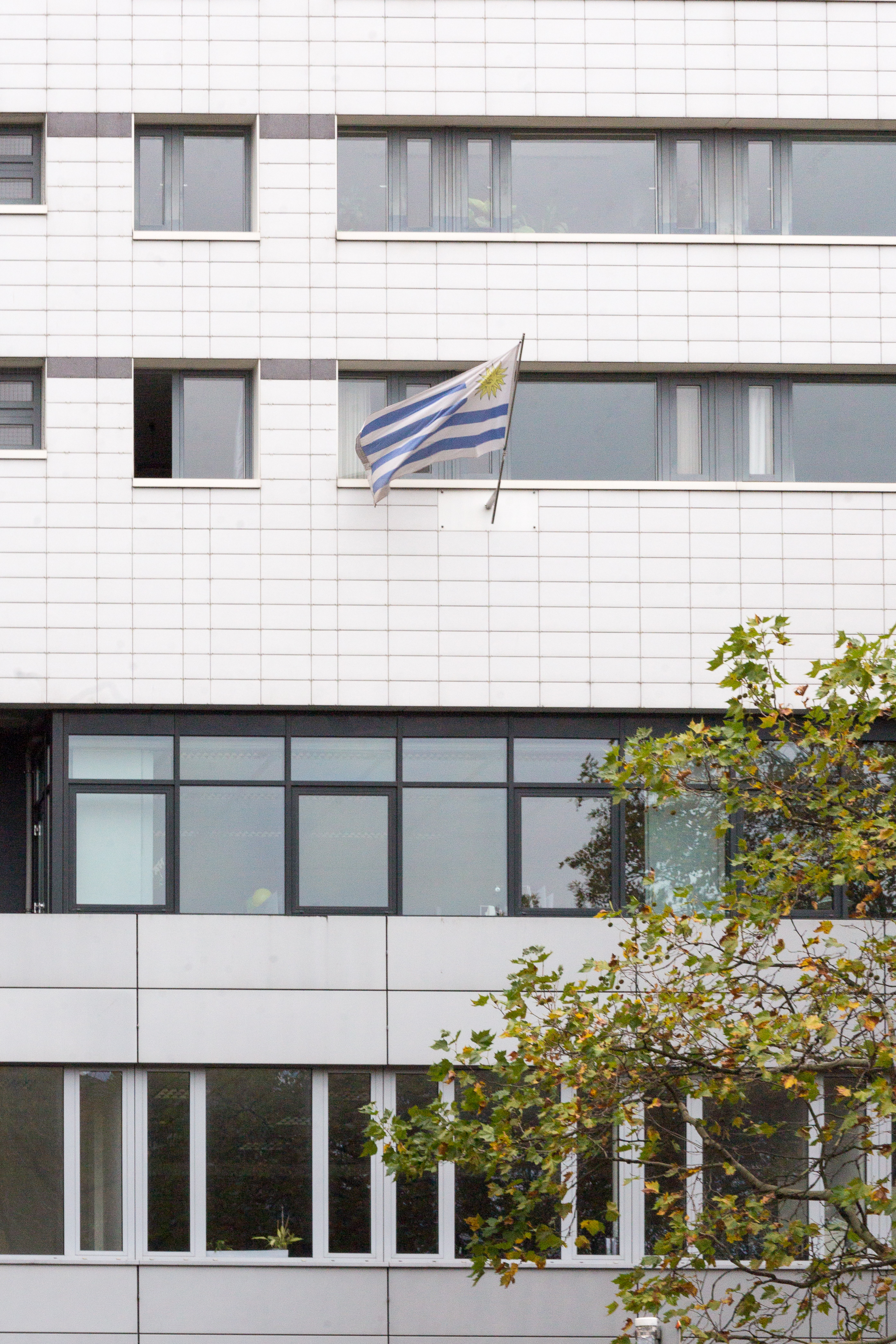
Uruguayische Botschaft in Berlin